# Rico Cathomas
Rico Mathias Cathomas (* 1967 in Laax, Schweiz) ist ein Schweizer Erziehungswissenschaftler und Hochschullehrer. Er ist Professor für Mehrsprachigkeitsdidaktik und Fachdidaktik für Rätoromanisch an der Pädagogischen Hochschule Graubünden (CH).

## Leben
Von 1983 bis 1988 absolvierte Cathomas eine Ausbildung zum Grundschullehrer am Lehrerseminar in Chur. Anschließend studierte er Allgemeine Pädagogik, Pädagogische Psychologie und Angewandte Psychologie an der Universität Freiburg und schloss 1994 mit dem Lizenziat ab. Danach war er als Lektor bzw. Lehrerbildner an der Universität Fribourg tätig und erlangte das Diplom für das Höhere Lehramt. Forschungsaufenthalte führten ihn an die Universitat Autònoma de Barcelona und das Max-Planck-Institut für Bildungsforschung in Berlin. 2005 wurde er in Fribourg zum Dr. phil. promoviert mit der Dissertation „Schule und Zweisprachigkeit“.
Cathomas leitete von 2005 bis 2012 das Projekt zur „Einführung der Standardsprache Rumantsch Grischun in den romanischsprachigen Schulen des Kantons Graubünden“. Er lehrte als assoziierter Professor für Bildungswissenschaften an der Freien Universität Bozen (I) und war Leiter des Projektes „Schritte in die Mehrsprachigkeit“ in den ladinischsprachigen Teilen Südtirols. Seit 2016 leitet er das Lehrmittelprojekt für den Romanischunterricht „Mediomatix“ an der Pädagogischen Hochschule Graubünden. Dort hat er seit 2019 eine Sonderprofessur für integrierte Mehrsprachigkeitsdidaktik inne. Parallel ist er als Lehrbeauftragter an der Fakultät für Bildungswissenschaften der Universität Bozen tätig.
Cathomas ist Dozent und Lehrerbildner für Allgemeine Didaktik, Mehrsprachigkeitsdidaktik und Gruppenführung. Seine Forschungs- und Entwicklungsschwerpunkte liegen in den Bereichen der Immersion, Mehrsprachigkeit und Realisierung/Evaluation von Lehrmitteln. 

## Publikationen
- Top-Chance Mehrsprachigkeit. Schulverlag, Bern 2008 (auch auf Italienisch, Französisch und Rätoromanisch).
- Schule und Zweisprachigkeit. Waxmann, Münster 2005.
- Zwei- und mehrsprachige Erziehung. Lehrmittel Graubünden, Chur 2005.
- Einführung in eine allgemeine Sprachendidaktik. Bildung Sauerländer, Aarau 2002.